# Akwasi Afrifa
General pukovnik Akwasi Amankwaa Afrifa (Mampong, 24. travnja 1936. – 26. lipnja 1979.), ganski vojnik, političar, farmer i kralj. Bio je državni poglavar (head of state) Gane od 2. travnja 1969. do 3. travnja 1970. godine.
Rodio se u mjestu Mampong, na zapadu Gane. Osnovnu školu završio je u rodnom mjestu, a srednju je pohađao u središnjoj regiji Gane. Godine 1957., u 21. godini, prijavljuje se u gansku vojsku. A pohađao je vojne škole u zemlji i inozemstvu. Dobio je čin drugog poručnika i sudjelovao je u operaciji snaga UN-a poslanih u Demokratsku Republiku Kongo.
Kasnije je napredovao u hijerarhiji postavši bojnik. Tijekom službe u jednom mjestu postao je prijatelj pukovniku koji se zvao Emmanuel Kwasi Kotoka. Upravo taj Kotoka bio je mozak puča izvršenog 24. veljače 1966. kojim je s vlasti srušen demokratski izabran predsjednik Kwame Nkrumah. Nakon puča kao državni poglavar imenovan je general-bojnik Joseph Arthur Ankrah koji je odstupio nakon korupcionaške afere, a glasine su ga optuživale da je podmićivao provoditelje ankete koje bi pokazale njegovu prednost pred ostalim kandidatima na predsjedničkim izborima .
Afrifa je zamijenio Ankraha kao predsjednik. Od bojnika je u tri godine postao general pukovnik. Na vlasti se nije dugo zadržao, a svrgnuo ga je pukovnik Ignatius Kutu Acheampong, koji će zajedno s njim biti pogubljen kada se 1979. na vlast popne Jerry Rawlings. Afrifa je bio vojnik, ali nakon rušenja s vlasti bio je farmer u rodnom mjestu. Bio je oženjen s Christinom s kojom je imao sedmero djece.
Pogubljen je krajem lipnja 1979. u 43. godini. Godine 2001. podnesen je zahtjev udovica pogubljenih časnika da se tijela vrate obiteljima što je predsjednik John Agyekum Kufuor i učinio jer je to bio čin nacionalnog pomirenja.